# Saison 2006-2007 du Montpellier Hérault Sport Club
Maillots
Chronologie
Saison précédente Saison suivante
La saison 2006-2007 du Montpellier Hérault Sport Club a vu le club évoluer en Ligue 2 pour la troisième saison consécutive.
Au bout d'une saison chaotique, le club est relégable à quatre journées de la fin du championnat, Louis Nicollin se sépare alors de Jean-François Domergue et recrute Rolland Courbis. Ce dernier parvient à sauver la place du club en Ligue 2 et termine à une peu glorieuse 15e place, plus bas classement du club depuis les années 1970.
L'équipe réalise cependant des parcours honorables en Coupe de France et en Coupe de la Ligue malgré une défaite honteuse au stade de la Mosson face au Vannes OC pensionnaire de National.

## Déroulement de la saison
Lors de cette nouvelle saison, le club par manque de moyens ne se renforce que très peu, n'enregistrant que les arrivées de Robert Malm, un mercenaire du football (12 clubs en 15 saisons) en provenance du Stade brestois et de Didier Neumann en provenance du CS Sedan Ardennes pour renforcer le milieu de terrain.[réf. nécessaire]
Comme à son habitude, le club démarre mal la saison, et devra attendre la 10e journée pour se positionner dans le ventre mou du classement. Dès les premiers matchs, les supporteurs comprennent qu'il ne faut pas attendre grand chose de bon de cette saison, et ce n'est pas les quelques recrues hivernales (Malek Aït-Alia, Egutu Oliseh, Lamine Sakho et Gino Padula) qui dynamiseront ce collectif qui n'arrive plus à aller de l'avant.[réf. nécessaire]
Malheureusement, d'une place confortable dans le ventre mou du classement, les pailladins dérivent de plus en plus et après avoir pris seulement 9 points sur les 11 derniers matchs, le club se retrouve au soir de la 34e journée à une très inquiétante 18e place synonyme de relégation en National. Devant cette situation, Louis Nicollin et Michel Mézy décide de se séparer de Jean-François Domergue et après le refus de Laurent Blanc de venir entrainer le club, engage Rolland Courbis le sulfureux technicien marseillais.[réf. nécessaire]
Son objectif : quatre matchs pour que le club ce maintiennent. Et cela démarre plutôt mal puisque dès son premier match, les montpellierrains s'inclinent face à l'US Créteil-Lusitanos (0-1) candidat direct au maintien en Ligue 2 sur un but contre son camp de Bruno Carotti, capitaine exemplaire d'une équipe à la dérive. Lors de la journée suivante, les héraultais s'arrachent face au Havre AC (2-1) qui joue pourtant la montée, grâce au soutien de leur public et à un but contre son camp de Henri Bedimo.[réf. nécessaire]
Le match du maintien se joue le 18 mai sur le terrain de l'AC Ajaccio. Sur le papier, le club corse qui s'est imposé à la Mosson au match aller, reste sur une invincibilité à domicile depuis le mois de janvier et la 22e journée. À l'inverse le Montpellier HSC n'a plus gagné à l'extérieur depuis cette même 22e journée. Tous ces éléments auraient dû faire de l'AC Ajaccio et pourtant ce match va faire couler beaucoup d'encre dans la presse sportive et extra sportive.[réf. nécessaire]
En effet, Rolland Courbis déjà impliqué dans plusieurs affaires avec l'OM, est un ancien entraineur du club corse avec lequel il entretient encore de très bonnes relations, que ce soit avec les dirigeants ou avec les supporteurs. Rajoutant à ça le fait que l'AC Ajaccio n'a plus rien à jouer et les médias annoncent un match arrangé avant même que celui-ci ne soit joué. L'affaire ira d'ailleurs très loin, puisque les principaux bookmakers dont notamment la française des jeux déprogramment ce match en argumentant qu'ils n'ont pas "suffisamment d'information". Encore plus incroyable, le seul site en ligne à garder la programmation de ce match donne des cotes allant à l'encontre de la logique sportive (Victoire de l'AC Ajaccio à 3,75).[réf. nécessaire]
Enfin au terme des 90 minutes de ce match, ce n'est pas une erreur de joueur ou même de l'arbitre qui offre les deux magnifiques buts de Jérôme Lafourcade et de Lamine Sakho, mais de vraies actions bien construites. Aucun des nombreux observateurs envoyés par la Ligue pour décortiquer le match ne trouveront la moindre trace d'un quelconque arrangement.[réf. nécessaire]
L'équipe terminera sa saison sur une victoire face au Grenoble Foot (1-0) devant 18 000 spectateurs soit trois fois plus que l'affluence moyenne de la saison. L'US Créteil-Lusitanos ayant perdu les trois derniers matchs de la saison était quoi qu'on en dise, destiné à rejoindre le Tours FC et le FC Istres en National.[réf. nécessaire]

## Joueurs et staff

### Transferts
| Été 2008              |             |                     |                        |                    |
| Nom                   | Nationalité | Transfert           | Provenance/Destination | Division           |
| Arrivées              |             |                     |                        |                    |
| Robert Malm           | Togo        | Transfert           | Stade brestois         | Ligue 2            |
| Didier Neumann        | France      | Transfert           | CS Sedan               | Ligue 2            |
| Romain Armand         | France      | Premier contrat pro |                        |                    |
| Geoffrey Jourdren     | France      | Premier contrat pro |                        |                    |
| Départs               |             |                     |                        |                    |
| Nicolas Esceth-N'Zi   | France      | Fin de contrat      |                        |                    |
| Mansour Assoumani     | Mali        | Transfert           | FC Sarrebruck          | Regionalliga Sud   |
| Sébastien Michalowski | France      | Transfert           | Sète Pointe Courte AC  | Division d'Honneur |
| Hervé Bugnet          | France      | Transfert           | Dijon FCO              | Ligue 2            |

| Été 2008          |               |                          |                        |                   |
| Nom               | Nationalité   | Transfert                | Provenance/Destination | Division          |
| Arrivées          |               |                          |                        |                   |
| Lamine Sakho      | Sénégal       | Transfert sans indemnité | AS Saint-Etienne       | Ligue 1           |
| Egutu Oliseh      | Nigeria       | Transfert                | Queens Park Rangers    | FL Championship   |
| Malek Aït-Alia    | Algérie       | Transfert                | USM Alger              | D1 Nedjma         |
| Gino Padula       | Argentine     | Transfert                | Nottingham Forest      | League One        |
| Départs           |               |                          |                        |                   |
| Abdoulaye Cissé   | Burkina Faso  | Transfert                | Al Faisaly             | Première Disivion |
| Samir Yachir      | Algérie       | Transfert                | RC Strasbourg          | Ligue 2           |
| Prêts             |               |                          |                        |                   |
| Nicolas Godemeche | France        | Prêt                     | Stade de Reims         | Ligue 2           |
| Gérard Gnanhouan  | Côte d'Ivoire | Prêt                     | US Créteil-Lusitanos   | Ligue 2           |

| Changement d'entraineur (24-30 avril 2007) |             |              |                        |          |
| Nom                                        | Nationalité | Transfert    | Provenance/Destination | Division |
| Arrivées                                   |             |              |                        |          |
| Rolland Courbis                            | France      | Sans club    |                        |          |
| Départs                                    |             |              |                        |          |
| Jean-François Domergue                     | France      | Licenciement |                        |          |

## Rencontres de la saison

### Ligue 2
| Date     |            | Adversaire               | Lieu | Résultat | Buteurs du MHSC                                                                                    | Place | Affluence |
| 28/07/06 | Journée 1  | Grenoble Foot            | Ext. | 2-3      | 17e Robert Malm · 27e Robert Malm                                                                  | 15e   | 4 643     |
| 04/08/06 | Journée 2  | FC Gueugnon              | Dom. | 0-3      | -                                                                                                  | 20e   | 5 143     |
| 08/08/06 | Journée 3  | RC Strasbourg            | Ext. | 0-2      | -                                                                                                  | 20e   | 14 819    |
| 11/08/06 | Journée 4  | FC Istres                | Dom. | 4-0      | 58e Alexis N'Gambi · 63e Philippe Delaye · 65e (csc) Yannick Zambernardi · 83e Víctor Hugo Montaño | 15e   | 4 333     |
| 18/08/06 | Journée 5  | Stade de Reims           | Ext. | 1-4      | 64e (pen.) Robert Malm                                                                             | 17e   | 7 107     |
| 25/08/06 | Journée 6  | FC Libourne-Saint-Seurin | Dom. | 0-1      | -                                                                                                  | 19e   | 4 391     |
| 08/09/06 | Journée 7  | Stade brestois           | Ext. | 0-0      | -                                                                                                  | 19e   | 5 392     |
| 15/09/06 | Journée 8  | SC Bastia                | Dom. | 4-0      | 39e Víctor Hugo Montaño · 43e Ludovic Clément · 53e Stéphane Darbion · 56e Víctor Hugo Montaño     | 17e   | 4 743     |
| 25/09/06 | Journée 9  | FC Metz                  | Ext. | 1-2      | 82e Mohamed Chakouri                                                                               | 17e   | 10 435    |
| 29/09/06 | Journée 10 | Dijon FCO                | Dom. | 3-0      | 34e Mohamed Chakouri · 67e Philippe Delaye · 85e Abdoulaye Cissé                                   | 14e   | 3 878     |
| 16/10/06 | Journée 11 | SM Caen                  | Ext. | 0-0      | -                                                                                                  | 13e   | 14 759    |
| 20/10/06 | Journée 12 | Chamois niortais         | Ext. | 1-1      | 88e Abdoulaye Cissé                                                                                | 13e   | 3 582     |
| 27/10/06 | Journée 13 | Amiens SC                | Dom. | 1-2      | 90e Alexis N'Gambi                                                                                 | 14e   | 7 066     |
| 03/11/06 | Journée 14 | EA Guingamp              | Ext. | 0-1      | -                                                                                                  | 16e   | 7 403     |
| 07/11/06 | Journée 15 | Tours FC                 | Dom. | 1-0      | 73e Mohamed Chakouri                                                                               | 14e   | 5 242     |
| 10/11/06 | Journée 16 | LB Châteauroux           | Ext. | 1-0      | 28e (pen.) Robert Malm                                                                             | 12e   | 9 623     |
| 17/11/06 | Journée 17 | US Créteil-Lusitanos     | Dom. | 1-1      | 19e Philippe Delaye                                                                                | 12e   | 5 395     |
| 01/12/06 | Journée 18 | Le Havre AC              | Ext. | 0-3      | -                                                                                                  | 14e   | 9 120     |
| 08/12/06 | Journée 19 | AC Ajaccio               | Dom. | 1-2      | 8e Jérôme Lafourcade                                                                               | 14e   | 9 973     |
| 22/12/06 | Journée 20 | FC Gueugnon              | Ext. | 0-3      | -                                                                                                  | 15e   | 2 680     |
| 14/01/07 | Journée 21 | RC Strasbourg            | Dom. | 0-0      | -                                                                                                  | 15e   | 7 524     |
| 26/01/07 | Journée 22 | FC Istres                | Ext. | 2-1      | 33e Stéphane Darbion · 61e Víctor Hugo Montaño                                                     | 14e   | 3 864     |
| 02/02/07 | Journée 23 | Stade de Reims           | Dom. | 2-0      | 26e · 40e Bruno Carotti                                                                            | 13e   | 4 389     |
| 09/02/07 | Journée 24 | FC Libourne-Saint-Seurin | Ext. | 2-2      | 51e Jérôme Lafourcade · 90e Jérôme Lafourcade                                                      | 13e   | 2 143     |
| 16/02/07 | Journée 25 | Stade brestois           | Dom. | 0-0      | -                                                                                                  | 13e   | 4 512     |
| 23/02/07 | Journée 26 | SC Bastia                | Ext. | 0-1      | -                                                                                                  | 13e   | 2 989     |
| 02/03/07 | Journée 27 | FC Metz                  | Dom. | 1-1      | 38e Robert Malm                                                                                    | 14e   | 8 124     |
| 09/03/07 | Journée 28 | Dijon FCO                | Ext. | 1-1      | 22e Lamine Sakho                                                                                   | 15e   | 4 764     |
| 16/03/07 | Journée 29 | SM Caen                  | Dom. | 1-2      | 3e Frédéric Mendy                                                                                  | 16e   | 5 726     |
| 30/03/07 | Journée 30 | Chamois niortais         | Dom. | 2-1      | 2e (csc) Arnaud Lebrun · 57e Philippe Delaye                                                       | 14e   | 11 602    |
| 06/04/07 | Journée 31 | Amiens SC                | Ext. | 1-4      | 34e Bruno Carotti                                                                                  | 15e   | 11 189    |
| 13/04/07 | Journée 32 | EA Guingamp              | Dom. | 1-1      | 89e Jimmy Mainfroi                                                                                 | 17e   | 5 314     |
| 20/04/07 | Journée 33 | Tours FC                 | Ext. | 1-1      | 90e Jérôme Lafourcade                                                                              | 18e   | 3 818     |
| 27/04/07 | Journée 34 | LB Châteauroux           | Dom. | 1-3      | 51e Karim Aït-Fana                                                                                 | 18e   | 9 090     |
| 07/05/07 | Journée 35 | US Créteil-Lusitanos     | Ext. | 0-1      | -                                                                                                  | 18e   | 4 911     |
| 14/05/07 | Journée 36 | Le Havre AC              | Dom. | 2-1      | 33e Lamine Sakho · 51e (csc) Henri Bedimo                                                          | 18e   | 9 254     |
| 18/05/07 | Journée 37 | AC Ajaccio               | Ext. | 2-0      | 54e Jérôme Lafourcade · 62e Lamine Sakho                                                           | 16e   | 2 315     |
| 25/05/07 | Journée 38 | Grenoble Foot            | Dom. | 1-0      | 68e (pen.) Víctor Hugo Montaño                                                                     | 15e   | 18 403    |

### Coupe de France
| Date     | Tour            | Adversaire                           | Lieu | Résultat                    | Buteurs du MHSC                                                                     |
| 25/11/06 | 7e tour         | Uzès Pont du Gard (Division Honneur) | Ext. | 3-0                         | 22e Jérôme Lafourcade · 80e Robert Malm · 90e Robert Malm                           |
| 16/12/06 | 8e tour         | RCO Agde (CFA)                       | Dom. | 2-1 (a.p.)                  | 39e Philippe Delaye · 120e Jérôme Lafourcade                                        |
| 06/01/07 | 1/32e de finale | FC Saint-Lô (CFA 2)                  | Dom. | 4-1                         | 81e Frédéric Mendy · 83e Stéphane Darbion · 89e Robert Malm · 90e Jérôme Lafourcade |
| 21/01/07 | 1/16e de finale | OGC Nice (Ligue 1)                   | Dom. | 1-1 (a.p.) Tir au but : 4-2 | 97e Malek Aït-Alia                                                                  |
| 30/01/07 | 1/8e de finale  | Vannes OC (National)                 | Dom. | 0-2 (a.p.)                  | -                                                                                   |

### Coupe de la Ligue
| Date     | Tour            | Adversaire                       | Lieu | Résultat | Buteurs du MHSC                                                  | Affluence |
| 22/08/06 | 2e tour         | Grenoble Foot 38 (Ligue 2)       | Dom. | 3-0      | 7e Frédéric Mendy · 58e Jérôme Lafourcade · 78e Mohamed Chakouri | 2 724     |
| 20/09/06 | 1/16e de finale | Olympique de Marseille (Ligue 1) | Dom. | 1-2      | 68e Victor Hugo Montaño                                          | 21 461    |

## Statistiques

### Statistiques collectives
| Compétition       | Débute au tour | Place ou tour final | Matches joués | Gagnés | Nuls | Perdus | Buts pour | Buts contre | Différence |
| Ligue 2           | -              | 15e                 | 38            | 11     | 11   | 16     | 41        | 48          | -7         |
| Coupe de France   | 7e Tour        | 1/8 de finale       | 5             | 3      | 1    | 1      | 10        | 5           | +5         |
| Coupe de la Ligue | 2e Tour        | 1/16 de finale      | 2             | 1      | 0    | 1      | 4         | 2           | +2         |
| Total             | -              | -                   | 45            | 15     | 12   | 18     | 55        | 55          | +0         |

### Statistiques individuelles
| Numéro | Nat. | Nom            | Ligue 2 | Ligue 2     | Ligue 2 | Ligue 2      | Coupe de France | Coupe de France | Coupe de France | Coupe de France | Coupe de la Ligue | Coupe de la Ligue | Coupe de la Ligue | Coupe de la Ligue | Total | Total       | Total  | Total        |
| Numéro | Nat. | Nom            | M.j.    | But inscrit | Averti  | Carton rouge | M.j.            | But inscrit     | Averti          | Carton rouge    | M.j.              | But inscrit       | Averti            | Carton rouge      | M.j.  | But inscrit | Averti | Carton rouge |
| 1      |      | Pionnier       | 26      | 0           | 2       | 0            | 0               | 0               | 0               | 0               | 1                 | 0                 | 0                 | 0                 | 27    | 0           | 2      | 0            |
| 16     |      | Jourdren       | 12      | 0           | 2       | 0            | 3               | 0               | 0               | 0               | 1                 | 0                 | 0                 | 0                 | 16    | 0           | 2      | 0            |
|        |      | Gnanhouan      | 0       | 0           | 0       | 0            | 0               | 0               | 0               | 0               | 0                 | 0                 | 0                 | 0                 | 0     | 0           | 0      | 0            |
| 2      |      | Padula         | 5       | 0           | 5       | 0            | 1               | 0               | 0               | 0               | 0                 | 0                 | 0                 | 0                 | 6     | 0           | 5      | 0            |
| 3      |      | Cambon         | 20      | 0           | 3       | 1            | 0               | 0               | 0               | 0               | 1                 | 0                 | 0                 | 0                 | 21    | 0           | 3      | 1            |
| 5      |      | Clément        | 15      | 1           | 4       | 2            | 2               | 0               | 1               | 0               | 2                 | 0                 | 0                 | 0                 | 19    | 1           | 5      | 2            |
| 6      |      | N'Gambi        | 32      | 2           | 7       | 1            | 3               | 0               | 1               | 0               | 1                 | 0                 | 1                 | 0                 | 36    | 2           | 9      | 1            |
| 14     |      | Frédéric Mendy | 25      | 1           | 13      | 0            | 2               | 1               | 0               | 0               | 2                 | 1                 | 0                 | 0                 | 29    | 3           | 13     | 0            |
| 17     |      | Carotti        | 28      | 2           | 8       | 0            | 3               | 0               | 1               | 0               | 2                 | 0                 | 0                 | 0                 | 33    | 2           | 9      | 0            |
| 22     |      | Colombo        | 11      | 0           | 2       | 0            | 2               | 0               | 0               | 0               | 2                 | 0                 | 1                 | 0                 | 15    | 0           | 3      | 0            |
| 25     |      | Aït-Alia       | 11      | 0           | 1       | 0            | 1               | 1               | 1               | 1               | 0                 | 0                 | 0                 | 0                 | 12    | 1           | 2      | 1            |
| 26     |      | Chakouri       | 25      | 3           | 3       | 0            | 0               | 0               | 0               | 0               | 2                 | 1                 | 0                 | 0                 | 27    | 4           | 3      | 0            |
| 29     |      | Mainfroi       | 19      | 1           | 3       | 0            | 0               | 0               | 0               | 0               | 1                 | 0                 | 0                 | 0                 | 20    | 1           | 3      | 0            |
|        |      | Yanga-Mbiwa    | 1       | 0           | 1       | 0            | 0               | 0               | 0               | 0               | 0                 | 0                 | 0                 | 0                 | 1     | 0           | 1      | 0            |
| 7      |      | Lafon          | 3       | 0           | 0       | 0            | 0               | 0               | 0               | 0               | 0                 | 0                 | 0                 | 0                 | 3     | 0           | 0      | 0            |
| 8      |      | Delaye         | 32      | 4           | 11      | 0            | 3               | 0               | 0               | 0               | 2                 | 0                 | 1                 | 0                 | 37    | 4           | 12     | 0            |
| 12     |      | Oliseh         | 14      | 0           | 2       | 0            | 2               | 0               | 0               | 0               | 0                 | 0                 | 0                 | 0                 | 16    | 0           | 2      | 0            |
| 15     |      | Neumann        | 22      | 0           | 2       | 0            | 2               | 0               | 0               | 0               | 0                 | 0                 | 0                 | 0                 | 24    | 0           | 2      | 0            |
| 19     |      | Taouil         | 17      | 0           | 0       | 0            | 1               | 0               | 0               | 0               | 1                 | 0                 | 0                 | 0                 | 19    | 0           | 0      | 0            |
| 20     |      | Atik           | 26      | 0           | 2       | 0            | 3               | 0               | 0               | 0               | 1                 | 0                 | 0                 | 0                 | 30    | 0           | 2      | 0            |
| 23     |      | Darbion        | 23      | 2           | 2       | 0            | 3               | 1               | 0               | 0               | 2                 | 0                 | 1                 | 0                 | 28    | 3           | 3      | 0            |
|        |      | Bellugou       | 1       | 0           | 0       | 0            | 0               | 0               | 0               | 0               | 0                 | 0                 | 0                 | 0                 | 1     | 0           | 0      | 0            |
|        |      | Godemeche      | 16      | 0           | 3       | 1            | 1               | 0               | 0               | 0               | 1                 | 0                 | 0                 | 0                 | 18    | 0           | 3      | 1            |
|        |      | Saihi          | 1       | 0           | 0       | 0            | 0               | 0               | 0               | 0               | 0                 | 0                 | 0                 | 0                 | 1     | 0           | 0      | 0            |
|        |      | Yachir         | 7       | 0           | 1       | 0            | 0               | 0               | 0               | 0               | 0                 | 0                 | 0                 | 0                 | 7     | 0           | 1      | 0            |
| 9      |      | Lafourcade     | 24      | 6           | 3       | 0            | 3               | 1               | 1               | 0               | 1                 | 1                 | 0                 | 0                 | 28    | 8           | 4      | 0            |
| 10     |      | Sakho          | 12      | 3           | 1       | 0            | 0               | 0               | 0               | 0               | 0                 | 0                 | 0                 | 0                 | 12    | 3           | 1      | 0            |
| 11     |      | Malm           | 36      | 5           | 2       | 0            | 3               | 1               | 0               | 0               | 2                 | 0                 | 0                 | 0                 | 41    | 6           | 2      | 0            |
| 18     |      | Aït-Fana       | 13      | 1           | 0       | 0            | 0               | 0               | 0               | 0               | 0                 | 0                 | 0                 | 0                 | 13    | 1           | 0      | 0            |
| 27     |      | Montaño        | 26      | 5           | 9       | 2            | 2               | 0               | 1               | 0               | 2                 | 1                 | 0                 | 0                 | 30    | 6           | 10     | 2            |
|        |      | Armand         | 2       | 0           | 0       | 0            | 0               | 0               | 0               | 0               | 0                 | 0                 | 0                 | 0                 | 2     | 0           | 0      | 0            |
|        |      | Cissé          | 17      | 2           | 2       | 1            | 1               | 0               | 0               | 0               | 1                 | 0                 | 0                 | 0                 | 19    | 2           | 2      | 1            |

### Autres statistiques
| Meilleurs buteurs \| Joueur \| Total \| \| Jérôme Lafourcade \| 8 \| \| Robert Malm \| 6 \| \| Víctor Hugo Montaño \| 6 \| \| Mohamed Chakouri \| 4 \| \| Philippe Delaye \| 4 \| \| Frédéric Mendy \| 3 \| \| Lamine Sakho \| 3 \| \| Stéphane Darbion \| 3 \| \| Abdoulaye Cissé \| 2 \| \| Alexis N'Gambi \| 2 \| \| Bruno Carotti \| 2 \| \| Jimmy Mainfroi \| 1 \| \| Karim Aït-Fana \| 1 \| \| Ludovic Clément \| 1 \| \| Malek Aït-Alia \| 1 \| | Equipe type de la saison Pionnier Mainfroi Mendy N'Gambi Chakouri Carotti Delaye Atik Malm Darbion Montaño ou Lafourcade D'après les temps de jeu à leur poste. |  |
| Joueur | Total |  |
| Jérôme Lafourcade | 8 |  |
| Robert Malm | 6 |  |
| Víctor Hugo Montaño | 6 |  |
| Mohamed Chakouri | 4 |  |
| Philippe Delaye | 4 |  |
| Frédéric Mendy | 3 |  |
| Lamine Sakho | 3 |  |
| Stéphane Darbion | 3 |  |
| Abdoulaye Cissé | 2 |  |
| Alexis N'Gambi | 2 |  |
| Bruno Carotti | 2 |  |
| Jimmy Mainfroi | 1 |  |
| Karim Aït-Fana | 1 |  |
| Ludovic Clément | 1 |  |
| Malek Aït-Alia | 1 |  |

Buts
- Premier but de la saison :   17e Robert Malm contre le Grenoble Foot lors de la 1re journée de championnat
- Premier doublé :   17e   27e Robert Malm contre le Grenoble Foot lors de la 1re journée de championnat
- Plus grande marge : 4 buts (marge positive) 4-0 face au FC Istres et face au SC Bastia lors des 4e et 8e journées de championnat
- Plus grand nombre de buts dans une rencontre : 5 buts lors de 4 confrontations distinctes
- Victoires consécutives :2 matchs du 7 au 10 novembre et du 14 au 18 mai
- Défaites consécutives :3 matchs du 28 juillet au 8 août
- Matchs sans défaite :4 matchs du 7 au 25 novembre et du 6 au 26 janvier
- Matchs sans victoire :6 matchs du 9 février au 16 mars

Discipline
- Premier carton jaune :  24e Frédéric Mendy contre le Grenoble Foot lors de la 1re journée de championnat
- Premier carton rouge :   90e Abdoulaye Cissé contre le Grenoble Foot lors de la 1re journée de championnat
- Plus grand nombre de cartons dans un match : 7  24e, 50e, 63e, 66e et 69e   90e et 90econtre le Grenoble Foot

Affluences
- Meilleure affluence :
  - En championnat : 18 403 spectateurs contre le Grenoble Foot, 25 mai 2007, 38e journée
  - Autre compétition : 21 461 spectateurs contre l'Olympique de Marseille, 20 septembre 2006, 1/16e de finale de la Coupe de la Ligue
- Plus mauvaise affluence :
  - En championnat : 3 878 spectateurs contre le Dijon FCO, 29 septembre 2006, 10e journée
  - Autre compétition : 2 724 spectateurs contre le Grenoble Foot, 22 août 2006, 2e tour de la Coupe de la Ligue